# Исторический квартал на Фрунзе
Исторический квартал на Фрунзе в Королёве — квартал, расположенный в историческом центре г. Королёва Московской области. Ограничен улицами Фрунзе, Циолковского, Карла Маркса и Лесная.
Построен по проекту архитектора Н.Г. Рябцева и архитектора Л.П. Гулецкой в период с 1946 по 1953 г. для советских конструкторов и инженеров только что образованного Научно-исследовательского института №88 (ныне ЦНИИмаш). Некоторые здания квартала имеют статус выявленного объекта культурного наследия.

## Предыстория
Постановлением Совета министров СССР «О реактивном вооружении» было положено начало новой ракетно-космической отрасли. На базе Завода №88 был создан Научно-исследовательский институт-88 и конструкторское бюро. Пунктом 31 Постановления предполагалось:
В целях обеспечения жильем переводимых в СССР немецких специалистов по реактивной технике, поручить тов. Вознесенскому предусмотреть в планах распределения выделение до 15 октября 1946 г. 150 разборных финских домов и 40 рубленых восьмиквартирных домов по разнарядке Специального Комитета по реактивной технике

24 мая на заседании Калининградского Исполкома рассматривался вопрос «Об утверждении проекта строительства 16-ти шлакобетонных домов Тресту №54 Министерства Вооружения. 
«Решили: 1. Утвердить проект строительства 16 шлакобетонных 2-х этажных домов Тресту №54, согласно прилагаемого генплана участка, разработанного ГСПИ-7.
2. Предложить Тресту №54 внести в проект плана строительства подсобных помещений (сараи) на территории черного двора.
3. Просить Мытищинский райсовет утвердить решение Калининградского Исполнительного Комитета».
Проект строительства разрабатывал Государственный Союзный проектный институт №7 Министерства Вооружения СССР (ныне ОАО «Ипромашпром»). Заказчиком проекта строительства 1946 года выступил Завод №88. 17 июня 1946 года между Мособлисполком выделил земельный участок под строительство квартала. 16 августа 1946 на заседании городского Исполкома утвердить проект планировки Жилого квартала по ул. Сталина, Карла Маркса и Фрунзе.